# Gare d’Issy
Gare d’Issy vasútállomás és RER állomás Franciaországban, Issy-les-Moulineaux településen. A tervek között szerepel a párizsi metró 12-es vonalának az állomásig történő meghosszabbítása.

## Vasútvonalak
Az állomást az alábbi vasútvonalak érintik:
- Invalides-Versailles-Rive-Gauche-vasútvonal

## Kapcsolódó állomások
A vasútállomáshoz az alábbi állomások vannak a legközelebb:
- Gare d’Issy-Val de Seine (Gare de Saint-Martin-d'Étampes, Gare de Dourdan - La Forêt, Gare de Massy - Palaiseau, RER C)
- Gare de Meudon-Val-Fleury (Gare de Saint-Quentin-en-Yvelines - Montigny-le-Bretonneux, Gare de Versailles-Château-Rive-Gauche, RER C)

## Lásd még
- Franciaország vasútállomásainak listája
- A RER állomásainak listája